# Grand Prix der Volksmusik 1990
Der fünfte Grand Prix der Volksmusik fand am 17. Juni 1990 in Saarbrücken (Deutschland) statt. Teilnehmerländer waren wie in den Vorjahren Deutschland, Österreich und die Schweiz. Wie bereits 1989 wurde auch in diesem Jahr in jedem Land zuvor eine öffentliche Vorentscheidung im Fernsehen durchgeführt. Dabei wurden jeweils fünf Titel für das Finale ermittelt. Die schweizerische Vorentscheidung fand am 16. April in Interlaken, die deutsche am 26. April in Hof und die österreichische am 17. Mai in Bad Vöslau statt. Die Veranstaltungen, zu denen jeweils eine CD mit allen Teilnehmern erschien, wurden live übertragen.
Das Finale wurde vom ZDF im Rahmen einer Eurovisionssendung aus Saarbrücken übertragen und vom ORF und von der SRG übernommen. Moderatoren waren wieder Carolin Reiber (Deutschland), Karl Moik (Österreich) und Sepp Trütsch (Schweiz), die bereits durch die jeweiligen Vorentscheidungen ihres Landes führten. Die Startfolge der Titel und Länder war zuvor ausgelost worden. Nach Vorstellung der Titel ermittelten mehrere Jurys aus den Teilnehmerländern ihren Favorit, wobei die Titel des eigenen Landes nicht bewertet werden durften. Nach Öffnung der deutsch-deutschen Grenze 1989 konnten sich 1990 erstmals auch die Zuschauer in der DDR an der Abstimmung beteiligen. Als besondere Geste trat auch das DFF-Fernsehballett in der Live-Sendung aus Saarbrücken auf.
Am Ende der Wertung standen dann die Kastelruther Spatzen als Sieger des Grand Prix der Volksmusik 1990 fest, die damit ihren endgültigen Durchbruch erzielen konnten. Ihr Titel Tränen passen nicht zu dir hatte Walter Leykauf komponiert und Gustl Gstettner getextet. Die Kastelruther Spatzen holten damit nach dem Original Naabtal Duo zum zweiten Mal den Sieg des Grand Prix nach Deutschland.
Als Austragungsort des nächsten Grand Prix der Volksmusik 1991 wurde unabhängig vom Land des Siegers Innsbruck festgelegt.

## Die Platzierung der schweizerischen Vorentscheidung 1990
Die ersten fünf Titel kamen ins Finale.
| Startnr.          | Interpret                                                     | Titel                            | Platz              | %                  |
| ----------------- | ------------------------------------------------------------- | -------------------------------- | ------------------ | ------------------ |
| 14                | Trio Joe Wiget und Ländlerbuebe Biel                          | Ohne Stützli gaat nüüt mee       | 01.                | 16,7               |
| 13                | Echo vom Tödi und Markus und Wädi                             | Der Alphorn-Jodler               | 02.                | 15,5               |
| 10                | Stixi und Franz Reglis Musikanten                             | Sirtaki-Polka                    | 03.                | 11,7               |
| 08                | Egon Egemann                                                  | Dann nehm ich mein Akkordeon     | 04.                | 10,1               |
| 12                | Alpina Quintett                                               | Rier e chantar                   | 05.                | 08,1               |
| 06                | Peter Hinnen und Carlo Brunners Superländlerkapelle           | Generationenjodel                | 06.                | 07,9               |
| 09                | Salvo und Carlo Brunners Superländlerkapelle                  | So wie die Stadtmusik aus Bremen | 07.                | 05,8               |
| 15                | Geschwister Biberstein und Carlo Brunners Superländlerkapelle | Gute Nacht                       | 08.                | 04,8               |
| 07                | Tosanos                                                       | D’Wöschbrätt-Polka               | 09.                | 04,2               |
| 05                | Sonja Truffer und Franz Reglis Musikanten                     | Risotto-Fäscht                   | 09.                | 04,2               |
| 11                | Coro Alpestre                                                 | Nostalgia dei monti              | 11.                | 04,0               |
| 04                | Häse & Freby Show-Band                                        | En Bratworscht muesch jetzt haa  | 11.                | 04,0               |
| 03                | Bruno Rigassi und Franz Reglis Musikanten                     | Am Stammtisch                    | 13.                | 01,8               |
| 01                | Bert Kühne                                                    | S’Fäscht gaat los                | 14.                | 00,8               |
| 02                | Bea Abrecht                                                   | S’jodle s’jodle s’jodle          | 15.                | 00,4               |
| Veranstaltungsort | Veranstaltungsort                                             | Kursaal Interlaken               | Kursaal Interlaken | Kursaal Interlaken |

## Die Platzierung der deutschen Vorentscheidung 1990
Die ersten fünf Titel kamen ins Finale. Die genaue Reihenfolge ist nicht bekannt.
| Startnr.          | Interpret                 | Titel                                            | Platz              | %                  | Musik              | Text               |
| ----------------- | ------------------------- | ------------------------------------------------ | ------------------ | ------------------ | ------------------ | ------------------ |
| 10                | Andy und Bernd            | Die Süße aus dem Sauerland                       | 01.                | ?                  | Christian Bruhn    |                    |
| 15                | Speelwark                 | Freesenkinner                                    | 02.                | ?                  |                    |                    |
| 11                | Andy Borg und Alexandra   | Komm setz’ di auf an Sonnenstrahl                | 03.                | ?                  | Jean Frankfurter   | Irma Holder        |
| 04                | Heimatduo Judith und Mel  | Land im Norden                                   | 04.                | ?                  |                    |                    |
| 02                | Kastelruther Spatzen      | Tränen passen nicht zu dir                       | 05.                | ?                  | Walter Leykauf     | Gustl Gstettner    |
| 01                | Bianca                    | Lieber Gott, lass uns erhalten                   | 06.                | ?                  | Herlinde Grobe     | Herlinde Grobe     |
| 07                | Patrizius                 | Freunde fallen nicht vom Himmel                  | 07.                | ?                  |                    |                    |
| 06                | Peter Petrel              | Fährmann, hol’ über                              | 08.                | ?                  |                    |                    |
| 14                | Elfi Graf                 | Einen Adam, einen Apfel und ein kleines Paradies | 09.                | ?                  | Jean Frankfurter   | Irma Holder        |
| 13                | Edith Prock               | Dank schön, dass d’bei mir bist                  | 10.                | ?                  |                    |                    |
| 09                | Die 3 lustigen Moosacher  | Engerl samma olle net                            | 11.                | ?                  | Ralph Siegel       | Bernd Meinunger    |
| 05                | Henry Arland              | Heide-Lied (instr.)                              | 12.                | ?                  |                    |                    |
| 12                | Hansl Krönauer            | Die Liab is a Macht                              | 13.                | ?                  |                    |                    |
| 08                | Werner Böhm               | Wenn die Nordlichter feiern                      | 14.                | ?                  |                    |                    |
| 03                | Die Kaiserlich-Böhmischen | Jeder denkt an sich (nur ich, ich denk an mich)  | 15.                | ?                  |                    |                    |
| Veranstaltungsort | Veranstaltungsort         | Freiheitshalle Hof                               | Freiheitshalle Hof | Freiheitshalle Hof | Freiheitshalle Hof | Freiheitshalle Hof |

## Die Platzierung der österreichischen Vorentscheidung 1990
Die ersten fünf Titel kamen ins Finale.
| Startnr.          | Interpret                              | Titel                                 | Platz                   | Punkte                  |
| ----------------- | -------------------------------------- | ------------------------------------- | ----------------------- | ----------------------- |
| 10                | Alpentrio Tirol                        | Da drob’n auf’m Berg steht a Kircherl | 01.                     | 84                      |
| 09                | Quintett Harmonie                      | I gib di nimmer her                   | 02.                     | 74                      |
| 12                | Lüsner Echo                            | Vater, i möcht’ red’n mit dir         | 03.                     | 66                      |
| 11                | Anni Jäger                             | Wennst mi gern hast, dann lern jodeln | 04.                     | 62                      |
| 02                | Zillertaler Jodlertrio                 | I hab’ a Engerl g’seh’n               | 05.                     | 56                      |
| 13                | Grenzland-Sextett                      | Mein Großvater war a Musikant         | 06.                     | 40                      |
| 06                | Hahnenkamm-Trio und Kinderchor Hippach | Samma z’frieden                       | 07.                     | 29                      |
| 14                | Werner Blumauer                        | I bin a Hosenträger                   | 08.                     | 25                      |
| 04                | Schwanenberger Doppelquartet           | Gib mir dei’ Hand                     | 09.                     | 22                      |
| 07                | Seppl und seine Landsknechte           | O Schreck, i krieg mein Bauch net weg | 09.                     | 22                      |
| 01                | Heidi und die Bachler Buam             | Das Cowgirl vom Alpenland             | 11.                     | 19                      |
| 03                | Eva und David                          | Ruck ma a bisserl z’samm              | 12.                     | 18                      |
| 15                | Greimel Dirndl und Gerald              | Erste Liebe                           | 13.                     | 03                      |
| 08                | Haymo Pockberger                       | Der Dorfschulmeister Seiberl          | 14.                     | 02                      |
| 05                | Hias                                   | Was macht a Papagei in an Solarium    | 15.                     | 0                       |
| Veranstaltungsort | Veranstaltungsort                      | Thermenhalle Bad Vöslau               | Thermenhalle Bad Vöslau | Thermenhalle Bad Vöslau |

## Die Platzierung des Grand Prix der Volksmusik 1990
| Startnr.          | Land              | Interpret                                                         | Titel                                  | Platz                                  | %                                      |
| ----------------- | ----------------- | ----------------------------------------------------------------- | -------------------------------------- | -------------------------------------- | -------------------------------------- |
| 15                | D                 | Kastelruther Spatzen                                              | Tränen passen nicht zu dir             | 01.                                    | 16,3                                   |
| 14                | A                 | Alpentrio Tirol                                                   | Da drob’n auf’m Berg steht a Kircherl  | 02.                                    | 12,2                                   |
| 06                | D                 | Andy Borg und Alexandra                                           | Komm setz’ di auf an Sonnenstrahl      | 03.                                    | 10,8                                   |
| 13                | CH                | Echo vom Tödi mit Markus und Wädi                                 | Der Alphorn-Jodler                     | 04.                                    | 09,6                                   |
| 12                | D                 | Heimatduo Judith und Mel                                          | Land im Norden                         | 05.                                    | 08,7                                   |
| 05                | A                 | Zillertaler Jodlertrio                                            | I hab a Engerl g’seh’n                 | 06.                                    | 07,5                                   |
| 09                | D                 | Andy und Bernd                                                    | Die Süße aus dem Sauerland             | 07.                                    | 07,0                                   |
| 01                | CH                | Egon Egemann                                                      | Dann nehm ich mein Akkordeon           | 08.                                    | 06,1                                   |
| 11                | A                 | Quintett Harmonie                                                 | I gib di nimmer her                    | 09.                                    | 05,7                                   |
| 07                | CH                | Trio Joe Wiget                                                    | Oni Stützli gaat nüüt mee              | 10.                                    | 05,3                                   |
| 08                | A                 | Lüsner Echo                                                       | Vater, i möcht’ red’n mit dir          | 11.                                    | 04,1                                   |
| 03                | D                 | Speelwark                                                         | Freesenkinner                          | 12.                                    | 02,2                                   |
| 10                | CH                | Stixi (bürgerlich Erwin Stixenberger) und Franz Reglis Musikanten | Sirtaki-Polka                          | 13.                                    | 01,7                                   |
| 02                | A                 | Anni Jäger                                                        | Wennst mi gern hast, dann lern jodeln  | 13.                                    | 01,7                                   |
| 04                | CH                | Alpina Quintett                                                   | Rier e chantar                         | 15.                                    | 01,1                                   |
| Veranstaltungsort | Veranstaltungsort | Saarlandhalle Saarbrücken, Deutschland                            | Saarlandhalle Saarbrücken, Deutschland | Saarlandhalle Saarbrücken, Deutschland | Saarlandhalle Saarbrücken, Deutschland |

Die Titel erschienen auch auf einer CD.